# Ornitología

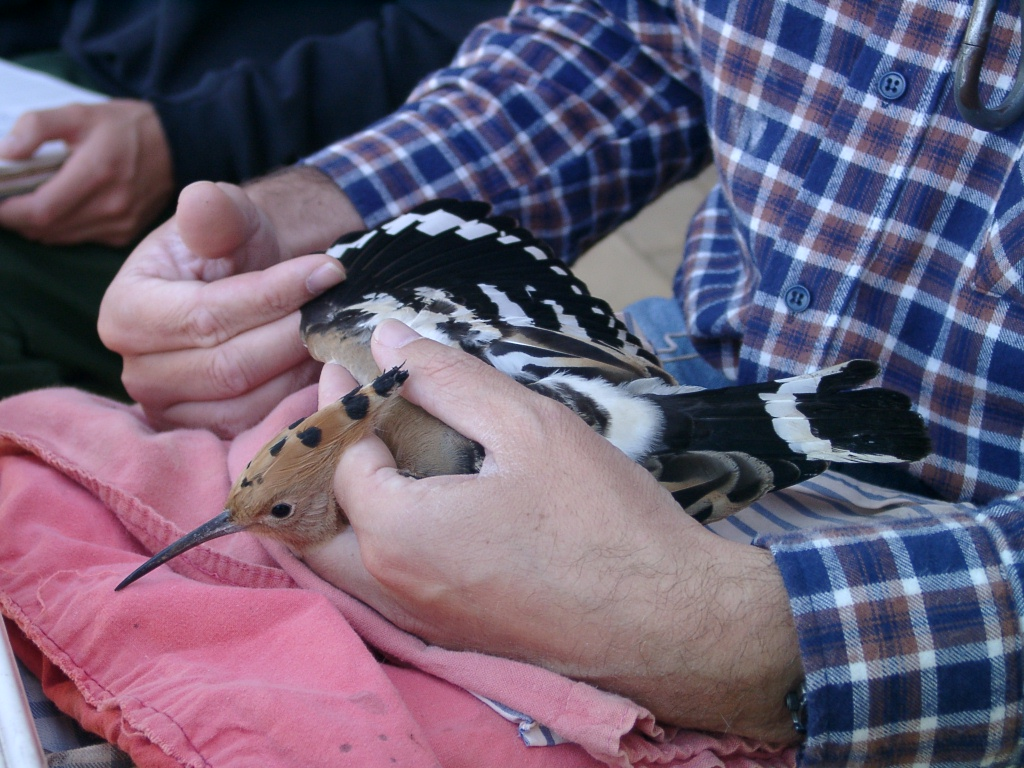
Anillado de una abubilla (Upupa epops). Esta es una de las actividades que desarrolla la ornitología para mejorar su conocimiento de las aves.

La ornitología (del griego ὄρνις - ὄρνιθος, ornis - ornithos 'pájaro' y λόγος logos 'estudio', 'ciencia') es la rama de la zoología que se dedica al estudio de las aves. Numerosos aspectos de la ornitología difieren de las disciplinas relacionadas, debido en parte al alto avistamiento y el atractivo estético de las aves. Una de las diferencias más notables es la importancia y cantidad de estudios llevados a cabo por aficionados que trabajan dentro de los parámetros de la metodología científica.
La ciencia de la ornitología tiene una larga historia, y el estudio de las aves ha ayudado a desarrollar numerosos conceptos claves en evolución, comportamiento y ecología, como los de especie; procesos de especiación; instinto; aprendizaje; nicho ecológico; biogeografía insular; filogeografía; y conservación.
Mientras que en sus comienzos la ornitología se ocupaba principalmente de la descripción y distribución de las especies, los ornitólogos de hoy en día buscan respuestas a cuestiones muy específicas, a menudo usando a las aves como modelos para probar hipótesis o predicciones basadas en teorías. La mayor parte de las teorías biológicas modernas se aplican indiferentemente entre los distintos grupos taxonómicos, y por lo tanto el número de científicos profesionales que se identifican a sí mismos como ornitólogos se ha reducido. Existen múltiples herramientas y técnicas creadas para el estudio de las aves, frecuentemente estas herramientas son constantemente adaptadas para un método de estudio más complejo.

## Historia
La historia de la ornitología es larga y compleja desde la simple domesticación de las aves de corral hasta el anillado y la cetrería. Es por eso que la historia de la ornitología refleja en buena medida las tendencias de lo ocurrido en la historia de la biología. Estas tendencias incluyen el paso de las meras descripciones a la identificación de modelos, y posteriormente hacia el estudio de los procesos que producen esos modelos. 

### Primeros estudios

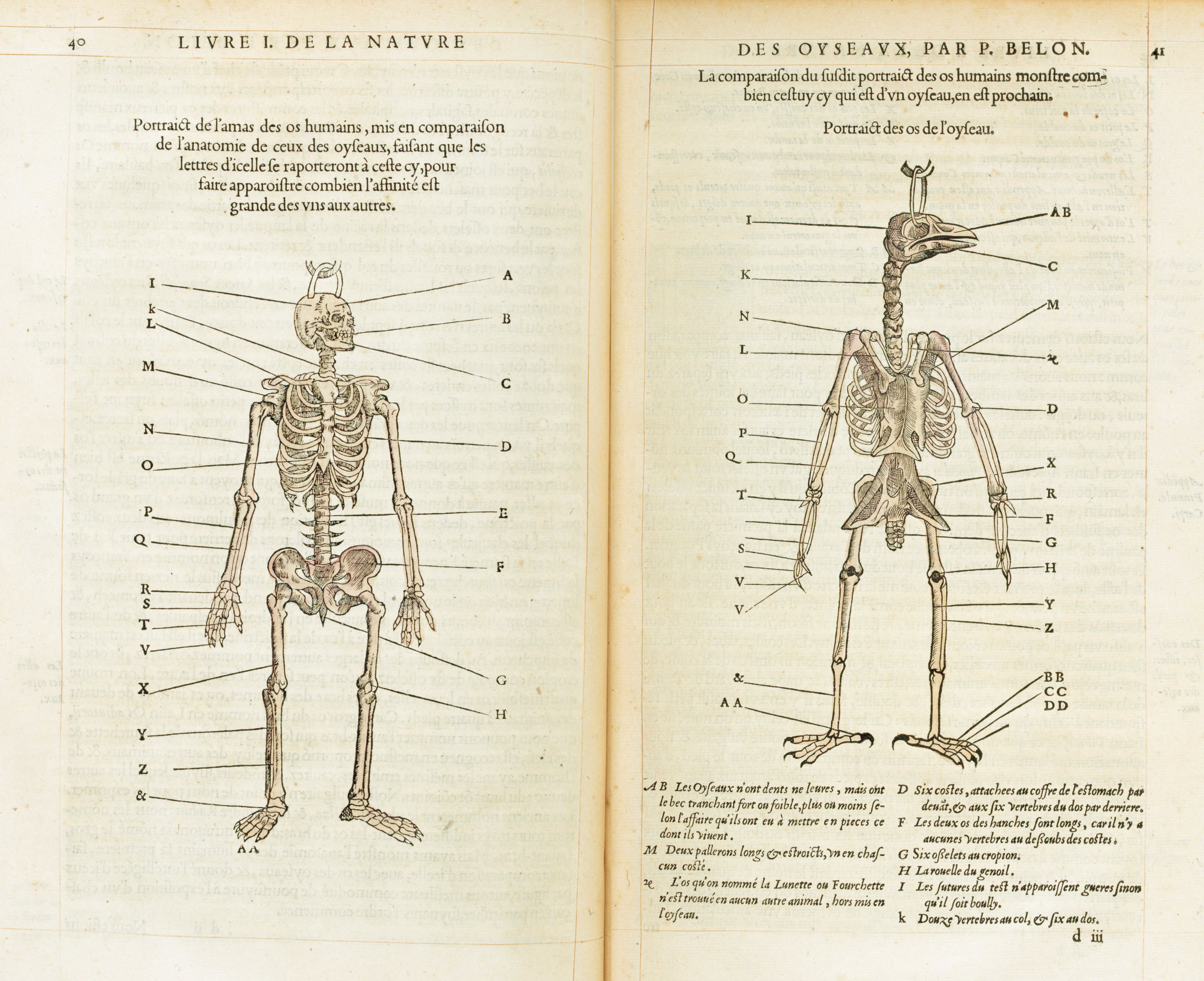
Comparación entre los esqueletos del ser humano y las aves por Pierre Belon en su obra L'Histoire de la nature des oyseaux, uno de los primeros ejemplos de anatomía comparada.

Los humanos han observado a las aves desde el comienzo de los tiempos; algunos dibujos de la Edad de Piedra, están entre las muestras más antiguas del interés del hombre en las aves. En esa época las aves quizás fueron una importante fuente de comida, y los huesos de hasta ochenta especies se han encontrado en excavaciones de asentamientos de la Edad de Piedra.
Culturas de todo el mundo tienen ricos vocabularios referidos a las aves. Los nombres tradicionales de las aves están a menudo basados en un conocimiento detallado de su comportamiento, siendo muchos nombres onomatopéyicos, y estando otros muchos todavía en uso. El saber popular puede también involucrar el uso de las aves en la medicina tradicional, y el conocimiento de estas prácticas son transmitidas como tradición oral. La caza de aves silvestres, así como su domesticación también debe haber requerido un considerable conocimiento de sus hábitos. La cría de aves de corral y la cetrería se han practicado desde tiempos pretéritos en muchas partes del mundo. La incubación artificial de aves de corral se practicaba en China hacia el 246 a. C. y en Egipto en torno al 400 a. C. Los egipcios también representaron a las aves en sus jeroglíficos, muchos de los cuales, aunque simplificados, permiten la identificación de la especie.

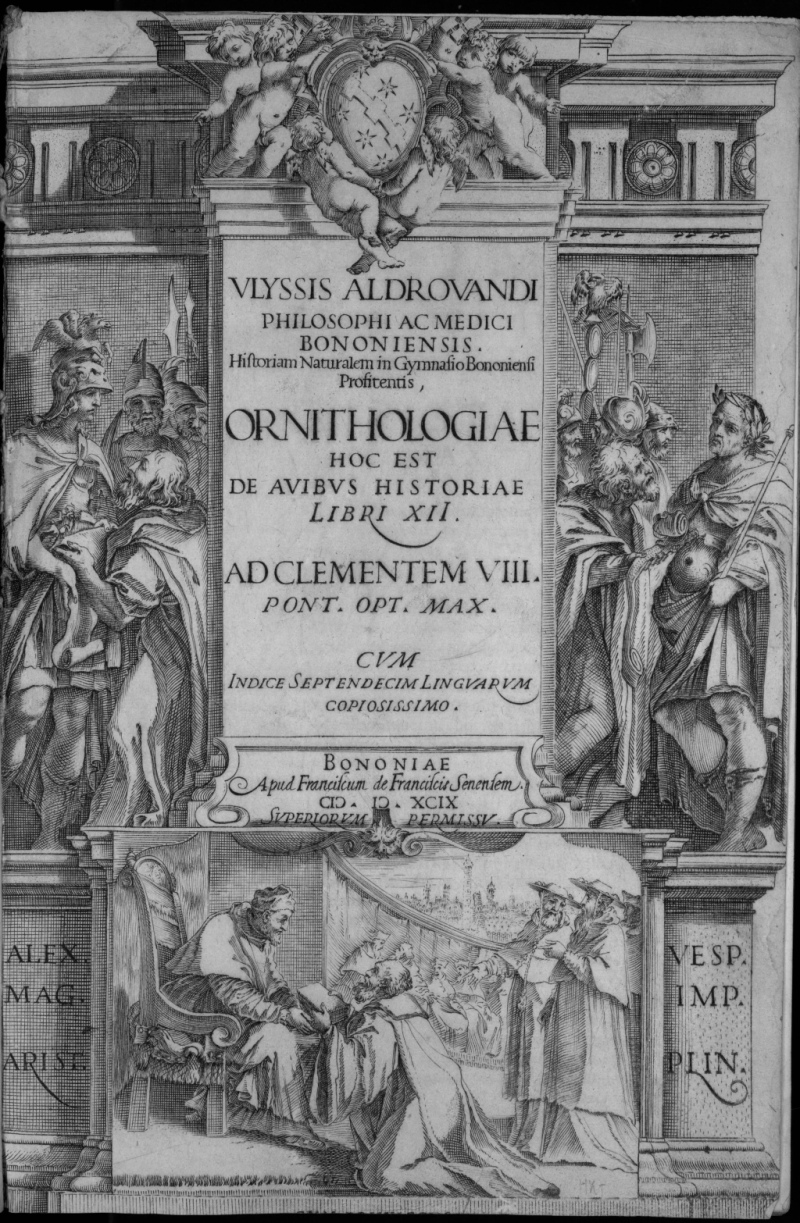
Cubierta de la obra Ornithologiae de Ulisse Aldrovandi (1599).

Los primeros registros escritos proveen una valiosa información sobre las antiguas distribuciones de las especies. Por ejemplo, los escritos de Jenofonte mencionan la abundancia de avestruces en Asiria; esta subespecie de Asia menor está extinta, y la distribución del avestruz restringida a África. Otros antiguos escritos contienen cuidadosas y detalladas descripciones de la vida de las aves, como en los Vedas (1500-800 a. C.) donde se incluye la primera referencia a parasitismo de puesta, por parte del koel común (Eudynamys scolopacea). Al igual que en la literatura, en las pinturas de las antiguas civilizaciones de China, Japón, Persia e India también se demuestra un gran conocimiento de las aves, con detalladas y muy precisas ilustraciones de diferentes especies.
Aristóteles en el 350 a. C. en su obra Historia Animalium escribió sobre los hábitos de la migración de las aves, su muda, incubación y duración de sus vidas. El, sin embargo, introdujo y propagó numerosos mitos, como la idea de que las golondrinas hibernaban a pesar de que había notado que las grullas comunes migraban desde la estepas de Escitia hacia la desembocadura del Nilo. La idea de la hibernación de las golondrinas llegó a estar tan bien establecida, que en 1878, Elliott Coues, pudo listar hasta 182 publicaciones de ese momento que daban por supuesto la hibernación de las golondrinas, mientras que muy pocas publicaban evidencias que contradijeran la teoría. Parecidos errores existieron en lo referente a la cría de la barnacla cariblanca. Sus nidos no habían sido vistos nunca y se creyó que crecían por la transformación de los crustáceos del orden Pedunculata, una idea que se convirtió en frecuente en tono al siglo XI, y mencionada por el obispo Giraldus Cambrensis en su obra Topographia Hiberniae (1187).
El origen de la cetrería se localizan en Mesopotamia, con sus primeros registros datados en el reino de Sargón II (722-705 a. C.). La cetrería hizo su entrada en Europa solo después del 400 d. C. a través de las invasiones de hunos y alanos provenientes del este. Federico II de Alemania (1194-1250) aprendió sobre la cetrería árabe durante las guerras en la región, y consiguió un tratado árabe de cetrería de Moamín. Logró que esta obra se tradujera al latín y también llevó a cabo experimentos con las aves de su colección privada de animales. Cegando a unos buitres y poniéndoles comida cerca, dedujo que encontraban su alimento gracias a su vista y no por el olfato. También desarrolló métodos para mantener y entrenar halcones. Los estudios que llevó a cabo durante cerca de 30 años, fueron publicados en 1240 bajo el nombre de De arte venandi cum avibus («El arte de cazar con aves»), obra que es considerada uno de los primeros estudios sobre el comportamiento de las aves.
Numerosos eruditos alemanes y franceses compilaron los viejos trabajos y realizaron nuevos descubrimientos sobre las aves. Entre estos se incluye Guillaume Rondelet que escribió acerca de sus observaciones en el Mediterráneo; y Pierre Belon que describió los peces y aves que había visto en Francia y el Levante mediterráneo. Su obra L'Histoire de la nature des oyseaux contiene descripciones de cerca de doscientas especies. Su comparación entre el esqueleto de los humanos y de las aves es considerada un hito en la evolución de la anatomía comparada. Volcher Coiter (1534-1576), un anatomista neerlandés, hizo estudios detallados de la estructura interna de las aves y realizó una clasificación de las aves, De Diferentiis Avium (en torno a 1572), que se basaba en criterios de estructura y hábitos. Konrad Gesner escribió las obras Vogelbuch e Icones avium omnium alrededor de 1557. Como Gesner, Ulisse Aldrovandi, un naturalista, publicó entre 1599 y 1603 una obra de 14 volúmenes sobre historia natural, de los que tres de ellos eran sobre aves. Su Ornithologiae sola tiene más de 2000 páginas e incluye aspectos como la cría de gallinas y otras aves de corral. La obra de William Turner Historia Avium ("Historia de las Aves") publicada en Colonia en 1544 fue uno de los primeros trabajos ornitológicos ingleses. Advirtió lo frecuente de los milanos reales en las ciudades inglesas, donde arrebataban la comida de las manos de los niños. Trató creencias populares como la de los pescadores que creían que las águilas pescadoras acababan con sus bancos de peces, por lo que buscaban matarlas mezclando en sus cebos la carne de las águilas.
En el siglo XVI Francis Willughby (1635-1672) y John Ray (1627-1705) realizaron los primeros grandes sistemas de clasificación de las aves basadas en sus funciones y morfología en vez de su forma o comportamiento. Ornithologiae libri tres (1676) de Willughby y completada por Ray, se considera en ocasiones el comienzo de la ornitología científica. Ray también publicó otra obra, Ornithologia, que fue publicada póstumamente en 1713 bajo el nombre de Synopsis methodica avium et piscium. La primera lista de aves inglesas, Pinax Rerum Naturalium Britannicarum, fue escrita por Christopher Merrett en 1667, sin embargo para muchos (incluyendo a Ray) no tenía mucho valor.

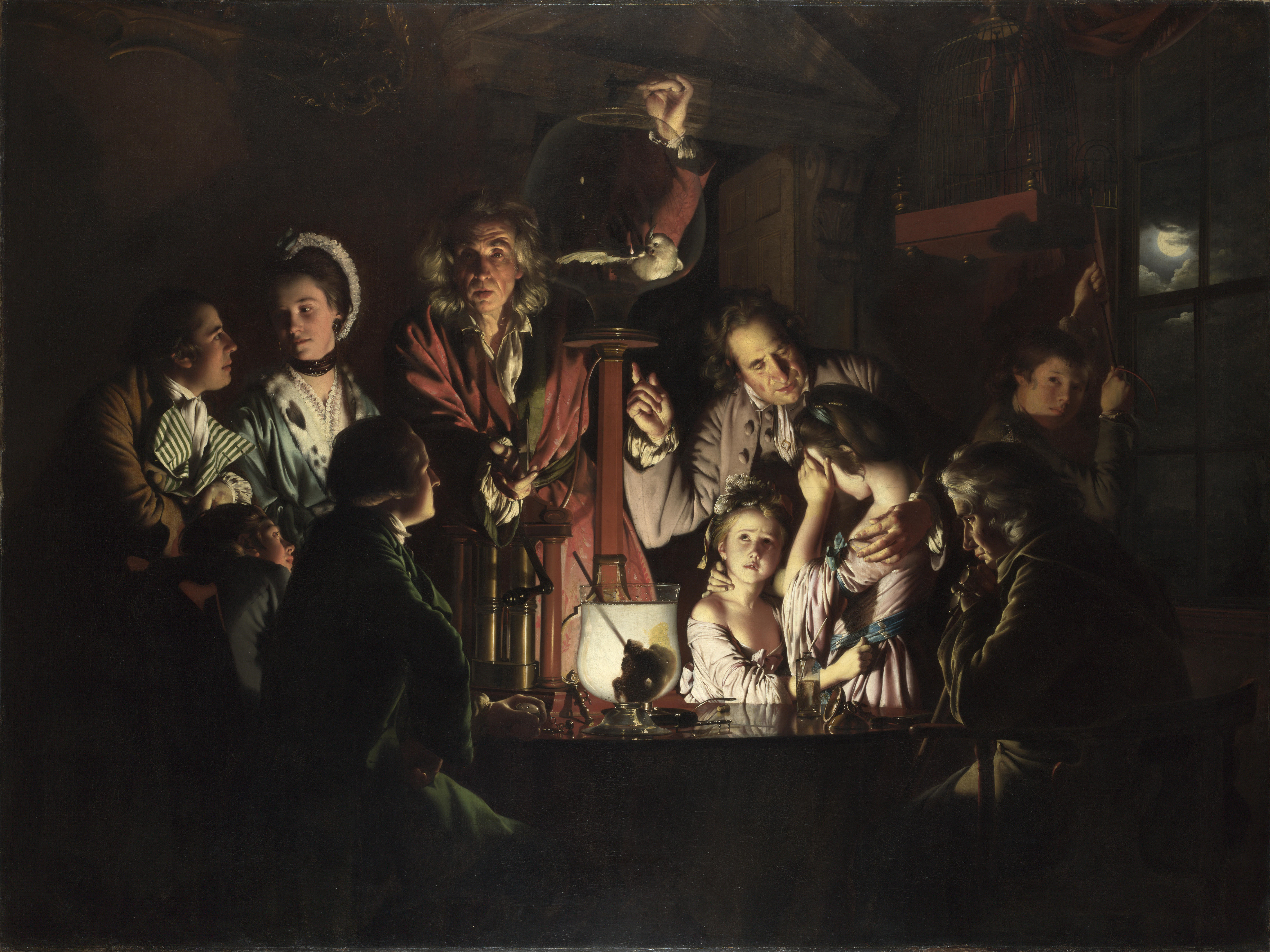
Experimento con un pájaro en una bomba de aire, de Joseph Wright (1768).

Hacia el final del siglo XVIII, Mathurin Jacques Brisson (1723-1806) y Georges Louis Leclerc (1707-1788) realizaron nuevos trabajos sobre aves. Brisson publicó una obra, Ornithologie, de seis volúmenes en 1760 y Leclerc incluyó nueve volúmenes sobre aves (Histoire naturelle des oiseaux (1770-1785) en su trabajo Histoire naturelle générale et particulière (1749-1804). Coenraad Jacob Temminck (1778-1858) patrocinó a François Le Vaillant (1753-1824) para que recolectara especímenes de aves en África, lo que al final resultó en la publicación de Histoire naturelle des oiseaux d'Afrique (1796-1808), de seis volúmenes de Le Vaillant.
Louis Pierre Vieillot (1748-1831) pasó diez años estudiando las aves norteamericanas y escribió la Histoire naturelle des oiseaux de l'Amerique septentrionale. Vieillot fue pionero en el uso de la historia natural y los hábitos en la clasificación.

### Estudios científicos

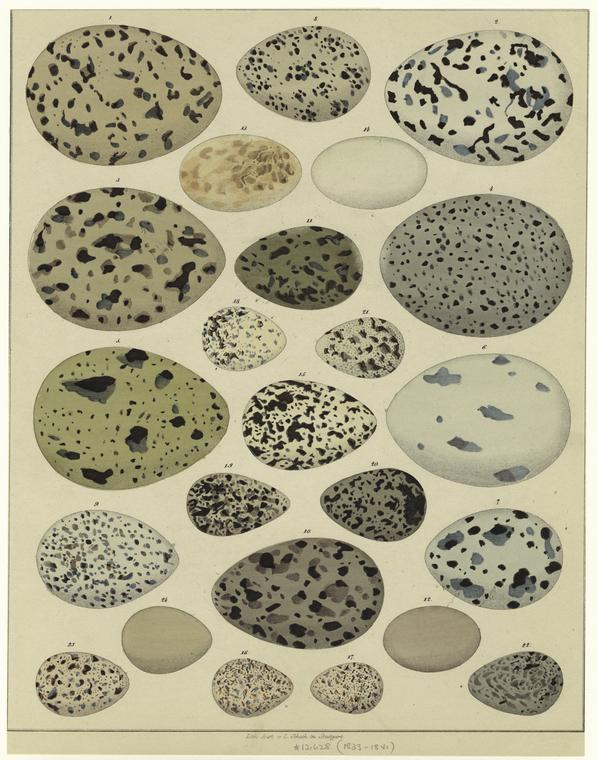
Los estudios iniciales de aves se enfocaban en objetos coleccionables como huevos y nidos.

La ornitología emerge como una ciencia especializada recién en la era victoriana—con la proliferación de las armas de fuego, del concepto de historia natural, y las colecciones de objetos naturales como huevos de aves y pieles. Esta especialización dio lugar a la formación en Gran Bretaña de la British Ornithologists' Union en 1858. En 1859 los miembros formaron su revista The Ibis. La surgencia súbita en el interés por la ornitología se debió también a la colonización. Cien años después, en 1959, R. E. Moreau observó que la ornitología en este periodo se preocupaba de las distribuciones geográficas de varias especies de aves.

Sin duda la preocupación con la ornitología geográfica ampliamente extendida fue alentada por la inmensidad de las áreas sobre las cuales el dominio británico o su influencia se extendía durante el siglo XIX y por algún tiempo después.
Moreau

Los coleccionistas de aves de la era victoriana observaron las variaciones en las formas de las aves y sus hábitos a lo largo de las regiones, notaron la especialización local y la variación en especies de amplia distribución. Las colecciones de museos y los coleccionistas privados crecieron con contribuciones de varias partes del mundo. La denominación de especies con el sistema binominal y la organización de aves en grupos basados en sus similitudes se volvió el trabajo principal de los especialistas de museos. Las variaciones en las aves de amplia distribución a lo largo de regiones geográficas causó la introducción de denominaciones trinominales.
La búsqueda de patrones en las variaciones de las aves fue intentada por muchos. Los primeros ornitólogos como William Swainson siguieron el sistema quinario y este fue remplazado por «mapas» más complejos de afinidades en trabajos por Hugh Edwin Strickland y Alfred Russel Wallace
Se cree que los pinzones de las Galápagos fueron de una influencia especial en el desarrollo de la teoría de la evolución de Charles Darwin. Su contemporáneo Alfred Russel Wallace también notó estas variaciones y las separaciones geográficas entre las diferentes formas que dieron lugar al estudio de la biogeografía. Wallace fue influenciado por el trabajo de Philip Lutley Sclater sobre los patrones de distribución de las aves.

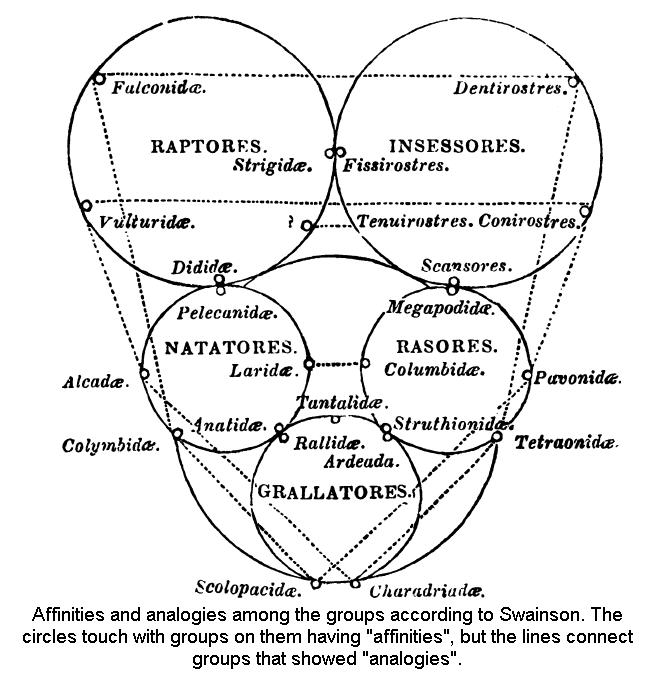
Sistema quinario de clasificación de las aves por Swainson.

Para Darwin, el problema fue cómo las especies surgieron de un ancestro común, pero él no intentó encontrar reglas de delimitación de especies. El problema de las especies, fue abordado por el ornitólogo Ernst Mayr. Mayr fue capaz de demostrar que el aislamiento geográfico y la acumulación de diferencias genéticas dio lugar a la división de especies.
Los primeros ornitólogos se preocupaban con asuntos de identificación de especies. Solo las sistemática se consideraba como verdadera ciencia y los estudios de campo eran tenidos por inferiores a lo largo de buena parte del siglo XIX. En 1901 Robert Ridgway escribió en la introducción de The Birds of North and Middle America que:

Existen dos tipos esencialmente diferentes de ornitología: la sistemática o científica, y la popular. La primera trata sobre la estructura y clasificación de las aves, sus sinonimias y descripciones técnicas. la segunda trata sobre los hábitos, cantos, anidación, y otros hechos pertenecientes a sus historias naturales.

Esta idea inicial de que el estudio de las aves vivientes era meramente recreación se mantuvo dominante hasta que las teorías ecológicas se hicieron el foco predominante de los estudios ornitológicos. El estudio de las aves en sus hábitats fue avanzado particularmente en Alemania con las estaciones de anillamiento de aves establecidas ya en 1903. Hacia la década de 1920 la revista Journal für Ornithologie incluyó muchos trabajos sobre comportamiento, ecología, anatomía y fisiología, muchos escritos por Erwin Stresemann. Stresemann. cambió la política editorial de la revista, dirigida tanto a la unificación de los estudios de campo y de laboratorio, como a un cambio del lugar de investigación, de los museos a las universidades. La ornitología en los Estados Unidos continuó siendo dominada por estudios de museo de variaciones morfológicas, identidad y distribución geográfica de especies, hasta que fue influenciada por el estudiante de Stresemann, Ernst Mayr. En Gran Bretaña, algunos de los primeros trabajos ornitológicos que usaron la palabra ecología aparecieron en 1915. The Ibis sin embargo resistió la introducción de estos nuevos métodos de estudio y recién en 1943 publicó trabajos sobre ecología. El trabajo de David Lack sobre ecología poblacional fue pionero. Enfoques más nuevos se introdujeron para el estudio de la ecología y el comportamiento y estos no fueron bien aceptados. Por ejemplo, Claud Ticehurst escribió:

A veces parece que los planes elaborados y las estadísticas se hacen para probar lo que es un conocimiento trivial para un simple colector, tal como que las partidas de caza a menudo viajan más o menos en círculos.
Ticehurst

Los estudios de David Lack sobre ecología poblacional buscaron encontrar el proceso involucrado en la regulación de la población basado en la evolución de tamaños de nidada óptimos. Él concluyó que la población estaba regulada primariamente por controles dependientes de densidad y también sugirió que la selección natural produce rasgos de historia de vida que maximizan la adaptación de individuos. Otros como Wynne-Edwards interpretaron la regulación de la población como un mecanismo que ayudaba a la «especie» en vez de a los individuos. Esto llevó a un debate amplio y a veces enconado sobre que constituía la «unidad de selección». Lack también fue pionero en el uso de muchos instrumentos nuevos para la investigación ornitológica, incluida la idea de usar radar para estudiar la migración de las aves.
Las aves fueron también usadas en estudios de la hipótesis de nichos y el principio de exclusión competitiva de Georgii Gause. Robert MacArthur hizo trabajos sobre la partición de recursos y la estructuración de comunidades de aves a través de la competición. Los patrones de biodiversidad también se convirtieron en un tópico de interés. E. O. Wilson y Robert MacArthur fueron pioneros en trabajos sobre la relación del número de especies con el área y su aplicación en el estudio de la biogeografía insular. Estos estudios llevaron al desarrollo de la disciplina de la ecología del paisaje.

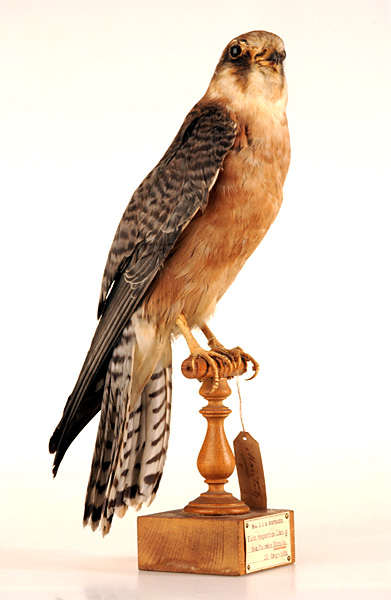
Un espécimen montado de cernícalo patirrojo.

John Hurrell Crook estudió el comportamiento de las aves acuáticas y demostró el vínculo entre las condiciones ecológicas, el comportamiento y los sistemas sociales. Se introdujeron principios de la economía al estudio de la biología por J. L. Brown. Esto llevó al estudio del comportamiento con el uso de análisis costo-beneficio. El creciente interés en la sociobiología también dio lugar a una surgencia de estudios en esta área.
El estudio del comportamiento de impronta en patos y gansos por Konrad Lorenz y los estudios de instintos en gaviotas argenteas por Nicolaas Tinbergen, dieron lugar al establecimiento del campo de la etología. El estudio del aprendizaje se volvió un área de interés y el estudio del canto de las aves ha sido un modelo para estudios de neuro-etología. El rol de las hormonas y la fisiología en el control del comportamiento ha sido ayudado también por aves como modelos. Estas aves han ayudado en el estudio de ciclos circadianos y estacionales. Los estudios sobre la migración han intentado responder las interrogantes sobre la evolución de la evolución, la orientación y la navegación.
El crecimiento de la genética y el surgimiento de la biología molecular dio lugar a la aplicación de la visión de la evolución centrada en genes para explicar fenómenos en aves. estudios de grupos familiares y el altruismo, tal como el de los ayudantes en el nido, se volvió de interés particular. La idea de adaptación inclusiva fue usado para interpretar observaciones sobre el comportamiento y la historia de vida y las aves fueron modelos ampliamente usadas para examinar hipótesis basadas en teorías postuladas por W. D. Hamilton y otros.
Las nuevas herramientas de la biología molecular cambiaron el estudio de la sistemática de las aves. La sistemática cambió de ser basada en fenotipo a basarse en genotipo. Charles Sibley y Jon Edward Ahlquist fueron pioneros en el uso de técnicas como la hibridación ADN-ADN aplicadas al estudio de relaciones evolutivas las que resultaron en lo que es llamado taxonomía de Sibley-Ahlquist. Esta tecnología inicial ha sido remplazada por otras más nuevas basadas en análisis de secuencias de ADN nuclear y mitocóndrico y enfoques de filogenética molecular con métodos estadísticos cladísticos que hacen uso de alineamiento de secuencias, construcción de árboles filogenéticos y calibración de relojes moleculares para inferir relaciones evolutivas. Las técnicas moleculares se usan también ampliamente en estudios de biología de poblaciones y ecología.

### Ascenso hacia la popularidad
El uso de prismáticos y telescopios para la observación de las aves comenzó hacia 1820 y 1830 de la mano de pioneros como J. Dovaston (quien también fue pionero en el uso de comederos de aves), pero no fue hasta 1880 que los manuales de instrucción comenzaron a insistir en el uso de estas herramientas.

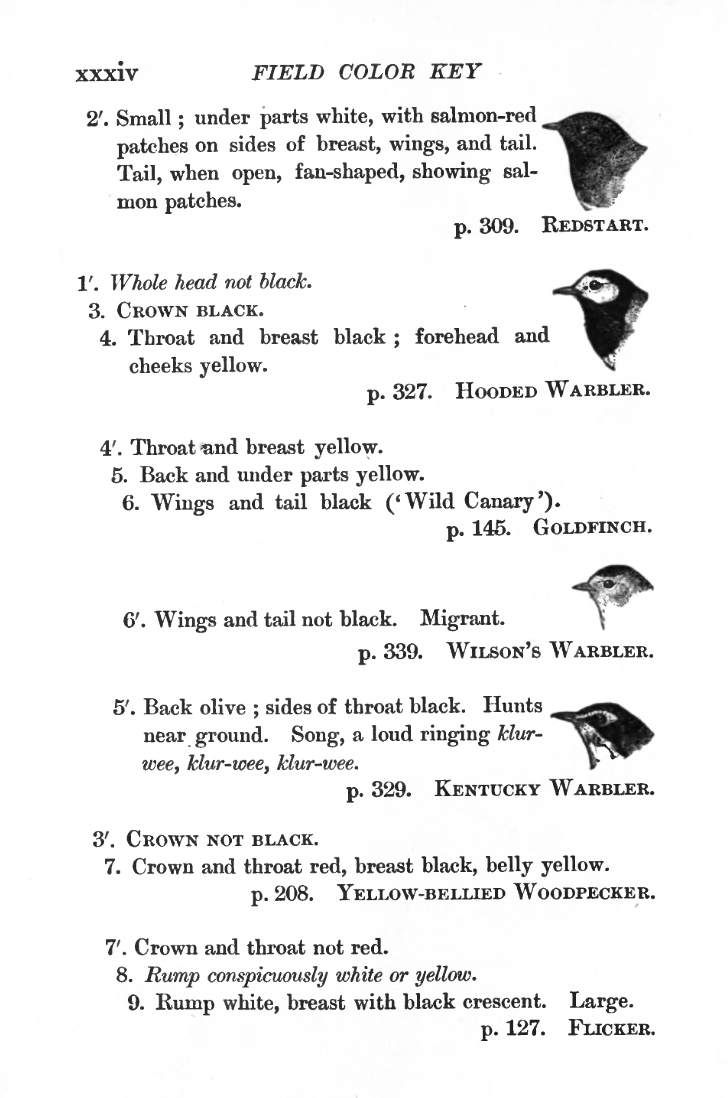
Página de una antigua guía de campo de Florence Augusta Merriam Bailey.

Otro de los mayores cambios, fue el crecimiento de la publicación de las guías de campo para la identificación de las aves. Las primeras guías eran grandes y pesadas; y estaban centradas principalmente en la identificación de especies en mano. Una de las primeras guías de nueva generación fue la realizada por Florence Merriam en 1887, titulada Hints to Audubon Workers:Fifty Birds and How to Know Them (Pistas para los trabajadores de Audubon: cincuenta aves y cómo conocerlas).
El interés y la popularidad del pajareo creció en muchas partes del mundo, y se tomó conciencia de que existía la oportunidad para los aficionados de contribuir a la biología profesional. Ya en 1916, Julian Huxley, escribió un artículo en The Auk acerca de las tensiones entre aficionados y profesionales del estudio de las aves, y de la posibilidad de que los aficionados podían proveer de una gran cantidad de datos a los científicos.
Se fueron creando organizaciones en muchos países, y crecieron rápidamente en número. Algunas de las más notables fueron la Royal Society for the Protection of Birds (RSPB) creada en 1889 en el Reino Unido y la Audubon Society creada en 1885 en EE. UU. Aunque alguna de estas organizaciones se centran en la conservación, otras realizan estudios científicos de gran calado, como por ejemplo la realización de atlas de distribución de especies.

## Técnicas
Los instrumentos y las técnicas de ornitología son variados y nuevos inventos y enfoques son incorporados rápidamente. Las técnicas pueden ser ampliamente divididas entre las categorías de aquellas que son aplicables a especímenes y aquellas que son usadas en el campo, sin embargo la clasificación es aproximada y muchas técnicas de análisis son usables en ambos, el laboratorio y el campo o pueden requerir una combinación de técnicas de campo y de laboratorio.

### Colección

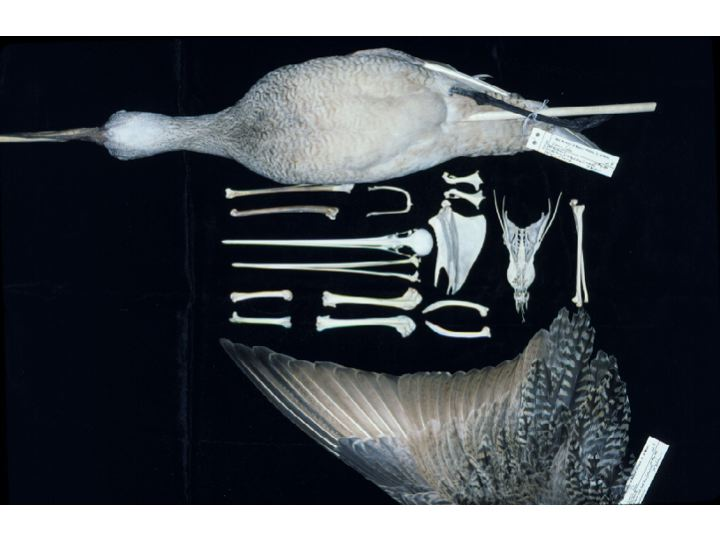
Técnicas de preservación de aves.

Los enfoques más tempranos para el estudio de las aves involucraron la colección de huevos, una práctica conocida como oología. Mientras la colecta se volvió un pasatiempo para muchos aficionados, las etiquetas asociadas con estas colectas tempranas de huevos carecieron de confiabilidad para su uso en estudios serios de la reproducción de aves. Con el objetivo de preservar los huevos, se les realizaba un pequeño hueco y se extraía su contenido. Esta técnica se volvió estándar con la invención del taladro de soplado alrededor de 1830 La colecta de huevos ya no es popular; sin embargo las colecciones de museos históricas han sido de valor en la determinación de los efectos de pesticidas como el DDT sobre la fisiología.

Las mediciones morfométricas de las aves son importantes en la sistemática.

El uso de pieles de aves para documentar especies ha sido una parte estándar de la ornitología sistemática. Las pieles de aves se preparan reteniendo los huesos claves de las alas, patas y cráneo junto con la piel y las plumas. En el pasado, se las trataba con arsénico para prevenir el ataque de hongos e insectos (mayormente derméstidos). El arsénico, por ser tóxico, fue remplazado por bórax. Los colectores aficionados Sportsmen se familiarizaron con estas técnicas de disección de pieles y comenzaron a enviar sus pieles a los museos, algunos desde localidades distantes. Esto dio lugar a la formación de gigantescas colecciones pieles de aves en museos de Europa y Norteamérica. Se formaron también muchas colecciones privadas. Estas se convirtieron en referencias para la comparación de especies y los ornitólogos en estos museos pudieron comparar especies de diferentes localidades, a menudo de lugares que ellos mismos nunca habían visitado. La morfometría de estas pieles, en particular la longitud de tarso, pico, cola y ala se volvieron importantes en las descripciones de especies de aves. Estas colecciones de pieles han sido utilizadas en tiempos más recientes para estudios sobre filogenética molecular mediante la extracción de ADN antiguo. La importancia de los especímenes tipo en la descripción de especies hace de las colecciones de pieles un recurso vital para la ornitología sistemática. Sin embargo, con el surgimiento de las técnicas moleculares, se ha vuelto posible establecer el estatus taxonómico de nuevos descubrimientos, como por ejemplo los de Laniarius liberatus (que ya no es una especie válida) y Liocichla bugunorum, usando muestras de sangre, ADN y plumas como material holotipo.
Otros métodos de preservación incluyen el almacenamiento de especímenes en alcohol. Tales especímenes húmedos tienen valor especial en estudios fisiológicos y anatómicos, aparte de proveer ADN de mejor calidad para los estudios moleculares. El secado por congelación de especímenes es otra técnica que tiene la ventaja de preservar el contenido estomacal y la anatomía, aunque tiende a encoger las muestras lo que las hace menos confiables para la morfometría.

### En el campo
El estudio de aves en el campo fue ayudado enormemente por las mejoras en la óptica. La fotografía hizo posible documentar aves en el campo con gran precisión. Los teleobjetivos de alto poder hoy le permiten a los observadores detectar diferencias morfológicas mínimas que antes solo podían detectarse con el espécimen en la mano.

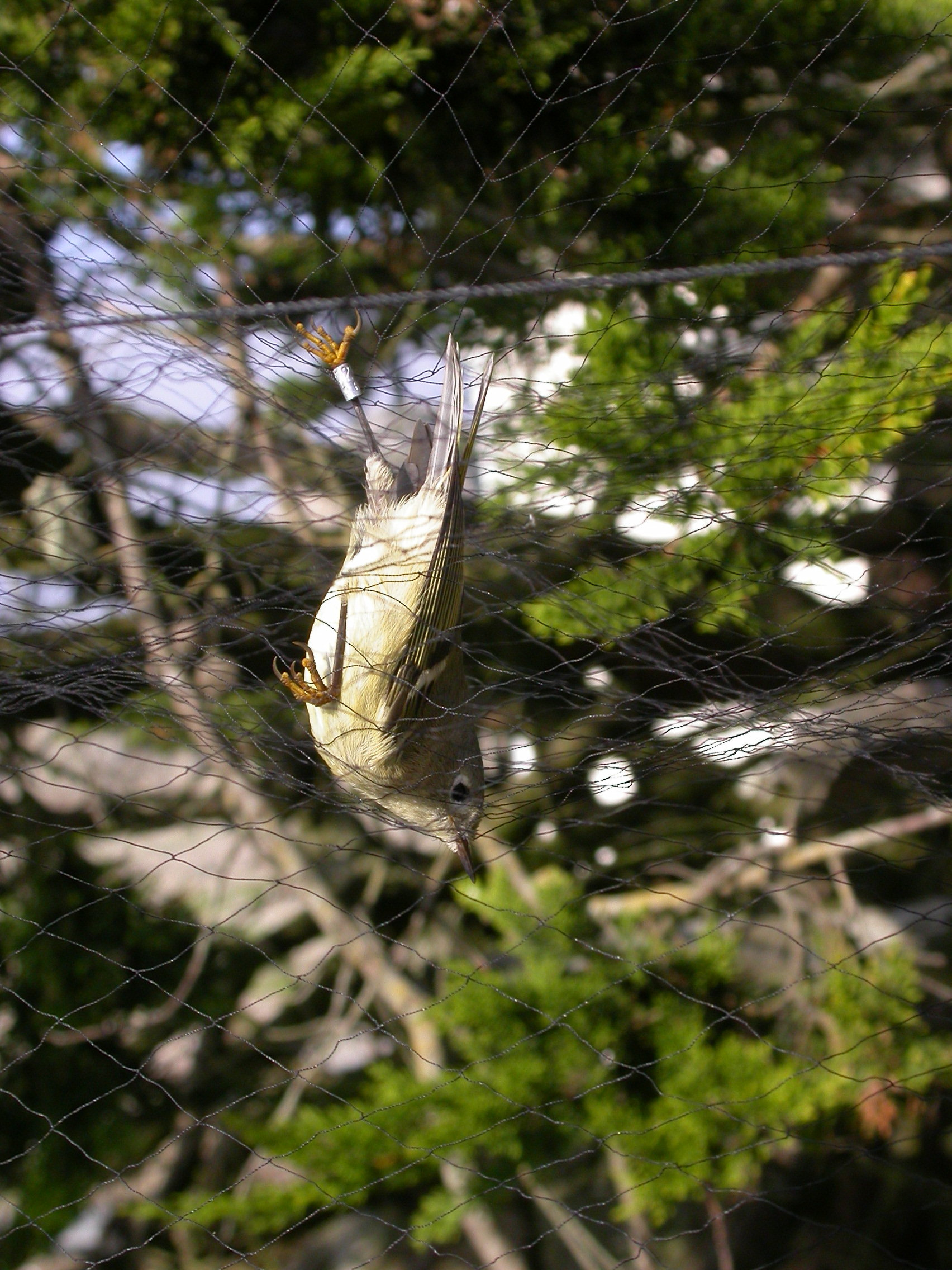
Un ave atrapada en una red japonesa.

La captura y marcado de aves permite estudios detallados de historia natural. Las técnicas para la captura de aves son variadas e incluyen el uso de liga de aves (con sustancias pegajosas) para las que se posan, la red japonesa para las aves de bosques, la red de cañón para bandadas en áreas abiertas, la trampa bal-chatri para rapaces, el señuelo y la trampa de embudo para aves acuáticas.

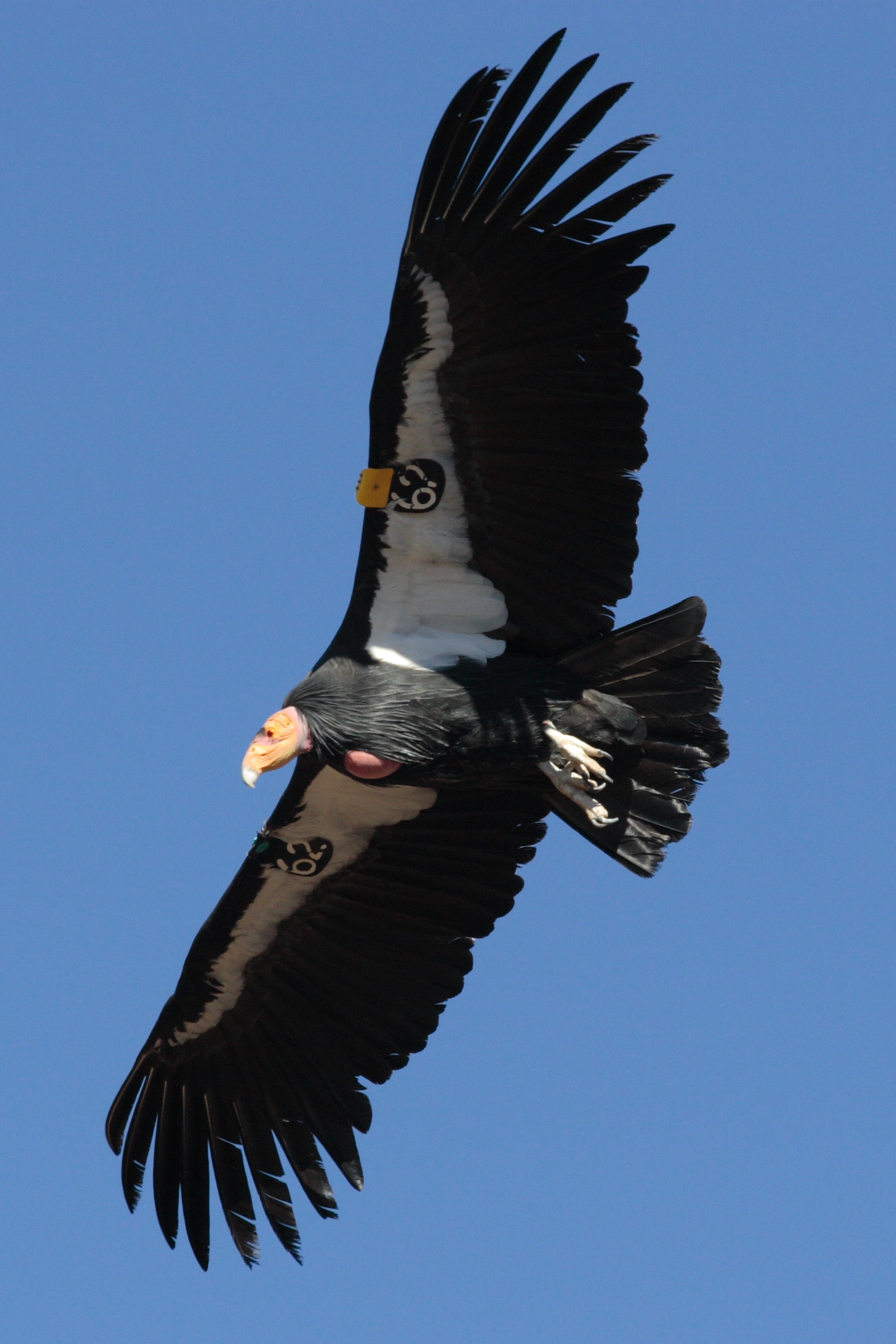
Un cóndor californiano etiquetado con marca alar.

El ave en mano puede ser examinada y las mediciones pueden ser hechas incluyendo longitudes estándares y peso. La muda de las plumas y la osificación del cráneo proveen indicaciones de la edad y la salud. El sexo puede ser determinado por examen de la anatomía en algunas especies sin dimorfismo sexual. Las muestras de sangre pueden ser extraídas para determinar las condiciones hormonales en estudios de fisiología, identificar marcadores de ADN para análisis genéticos y de las relaciones de parentesco en estudios de biología de la reproducción y filogeografía. La sangre también puede usarse para hallar patógenos y virus transmitidos por artrópodos. Los ectoparásitos se pueden colectar para estudios de coevolución y zoonosis En muchas especies crípticas, las mediciones (como las longitudes relativas de las plumas de alas en las currucas) son vitales para identificar la especie.
Las aves capturadas son a menudo marcadas para su reconocimiento posterior. Los anillos o bandas provee identificaciones duraderas, pero requieren la captura para que la información que portan pueda ser leída. Las marcas identificables en el campo como las bandas de colores, etiquetas alares, y las pinturas permiten estudios a corto plazo donde se requiere la identificación de individuos. La técnica de marcaje y recaptura hace posible estudios demográficos. El anillado ha sido usado tradicionalmente en estudios de migración En tiempos recientes los transmisores satelitales proveen la posibilidad de hacer un seguimiento de las aves durante la migración casi en tiempo real.
Las técnicas para la estimación de la densidad de población incluyen conteo puntual, transecto y mapeo territorial. Las observaciones se hacen en el campo usando protocolos cuidadosamente diseñados y los datos pueden ser analizados para estimar la diversidad de aves, la abundancia relativa o la densidad poblacional absoluta. Estos métodos pueden usarse repetidamente por largos periodos de tiempo para monitorear cambios en el ambiente. La trampa fotográfica se ha considerado un instrumento útil en la detección y documentación de especies elusivas, predadores de nidos, y en el análisis cuantitativo de frugivoría, dispersión de semillas y comportamiento.

### En el laboratorio

Un embudo de Emlen se usa para estudiar el comportamiento de orientación en aves migratorias.

Muchos aspectos de la biología de las aves son difíciles de estudiar en el campo. Entre estos se incluyen los cambios de comportamientos y fisiológicos que requieren un acceso de larga duración al ave. Las muestras de sangre o plumas tomadas sin daño durante estudios de campo pueden ser estudiadas en el laboratorio. Por ejemplo, la variación en la relación entre isótopos de hidrógeno en las diferentes latitudes hace posible establecer aproximadamente el origen de aves migratorias con el uso de análisis con espectrómetro de masas en muestras de plumas. Estas técnicas pueden usarse en combinación con otras técnicas como el anillado.
La primera vacuna atenuada desarrollada por Luis Pasteur fue para el cólera aviar y fue probada en gallinas en 1878. Las gallinas continúan usándose como modelo para muchos estudios en inmunología de animales no-mamíferos.
Estudios de la conducta de aves incluyen el uso de aves amansadas y entrenadas en cautiverio. Los estudios de la inteligencia de las aves y el aprendizaje del canto se han basado ampliamente en laboratorios. Los investigadores de campo hacen uso de un amplio rango de técnicas como el uso de búhos imitados para sonsacar un comportamiento mobbing, los muñecos de machos o el uso de grabaciones de llamados para inducir comportamientos territoriales y por lo tanto establecer los límites de los territorios de las aves.
Estudios de la migración de las aves que incluyen aspectos de navegación, orientación, y fisiología son realizados a menudo con aves cautivas en jaulas especiales para registrar sus actividades. El embudo de Emlen, por ejemplo, usa una jaula con almohadillas entintadas en el centro y un suelo cónico donde las patas imprimen marcas que pueden contarse para identificar la dirección hacia la cual el ave intenta volar. EL embudo puede tener un techo transparente y se pueden controlar los estímulos visuales como la dirección de la luz solar usando espejos o las posiciones de las estrellas simuladas en un planetario.
El genoma completo de la gallina doméstica (Gallus gallus) fue secuenciado en 2004 y luego en 2008 también fue secuenciado el genoma del pinzón cebra (Taeniopygia guttata). Tales proyectos de secuenciación completa de genomas permiten el estudio de los procesos evolutivos involucrados en la especiación. La asociaciones entre la expresiones de genes y comportamientos pueden ser estudiadas usando genes candidatos. Se ha encontrado que las variaciones en el comportamiento explorador del herrerillo mayor (Parus major) están ligadas a un gen ortólogo del gen humano Drd4 (receptor de dopamina D4) es cual se conoce que está asociado al comportamiento de búsqueda de novedades. El rol de la expresión de genes en diferencias de desarrollo y en variaciones morfológicas han sido estudiadas en los pinzones de Darwin. Se ha mostrado que la diferencia en la expresión de Bmp4 está asociada con cambios en el crecimiento y forma del pico.
Desde hace mucho la gallina ha sido un organismo modelo para el estudio de la biología del desarrollo en vertebrados. Dado que el embrión es rápidamente accesible, su desarrollo puede ser fácilmente seguido (a diferencia del ratón). Esto también permite el uso de la electroporación para el estudio del efecto de la adición o silenciamiento de un gen. Otras herramientas para la perturbación de su constitución genética son las células madre embrionarias y vectores virales.

### Estudios en colaboración

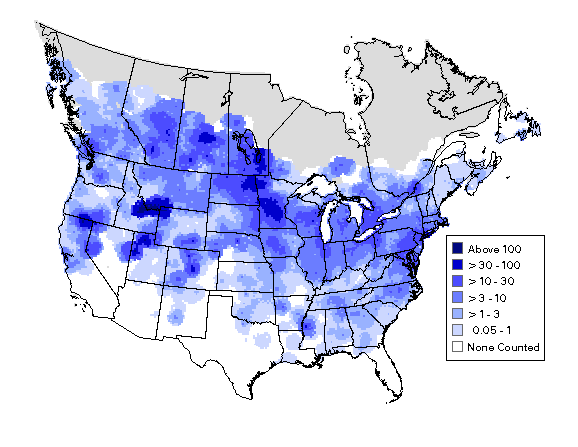
La distribución y abundancia de los gansos barnacla canadiense gracias al uso de datos de las Encuestas de Aves Reproductoras en América del Norte de los años 1994 a 2003.

Con el crecimiento del interés en las aves, ha sido posible usar un gran número de personas para trabajar en proyectos ornitológicos colaborativos que cubren amplias escalas geográficas. Estos proyectos de ciencia ciudadana incluyen proyectos de amplitud nacional tales como en Estados Unidos el Conteo de Aves de Navidad, el Conteo de Aves del Patio, la Encuesta de Aves Reproductoras de Norteamérica, la EPOQ canadiense, o los proyectos regionales como el Censo de Aves Acuáticas de Asia. Estos proyectos ayudan a identificar la distribución de las aves, sus densidades de población y los cambios con el tiempo, fechas de partida y llegada de las migraciones, la estacionalidad reproductiva e incluso la genética poblacional. Los estudios de migración con uso de anillamiento de aves o su marcaje con color a menudo involucra la cooperación de personas y organizaciones en diferentes países.

## Aplicaciones
Las aves silvestres se implican en muchas actividades humanas mientras que las aves domésticas son importantes como fuente de huevos, carne, plumas y otros productos. La ornitología aplicada y económica tiene por objeto el reducir el efecto nocivo de las aves problemáticas y aumentar el aprovechamiento de las especies beneficiosas.

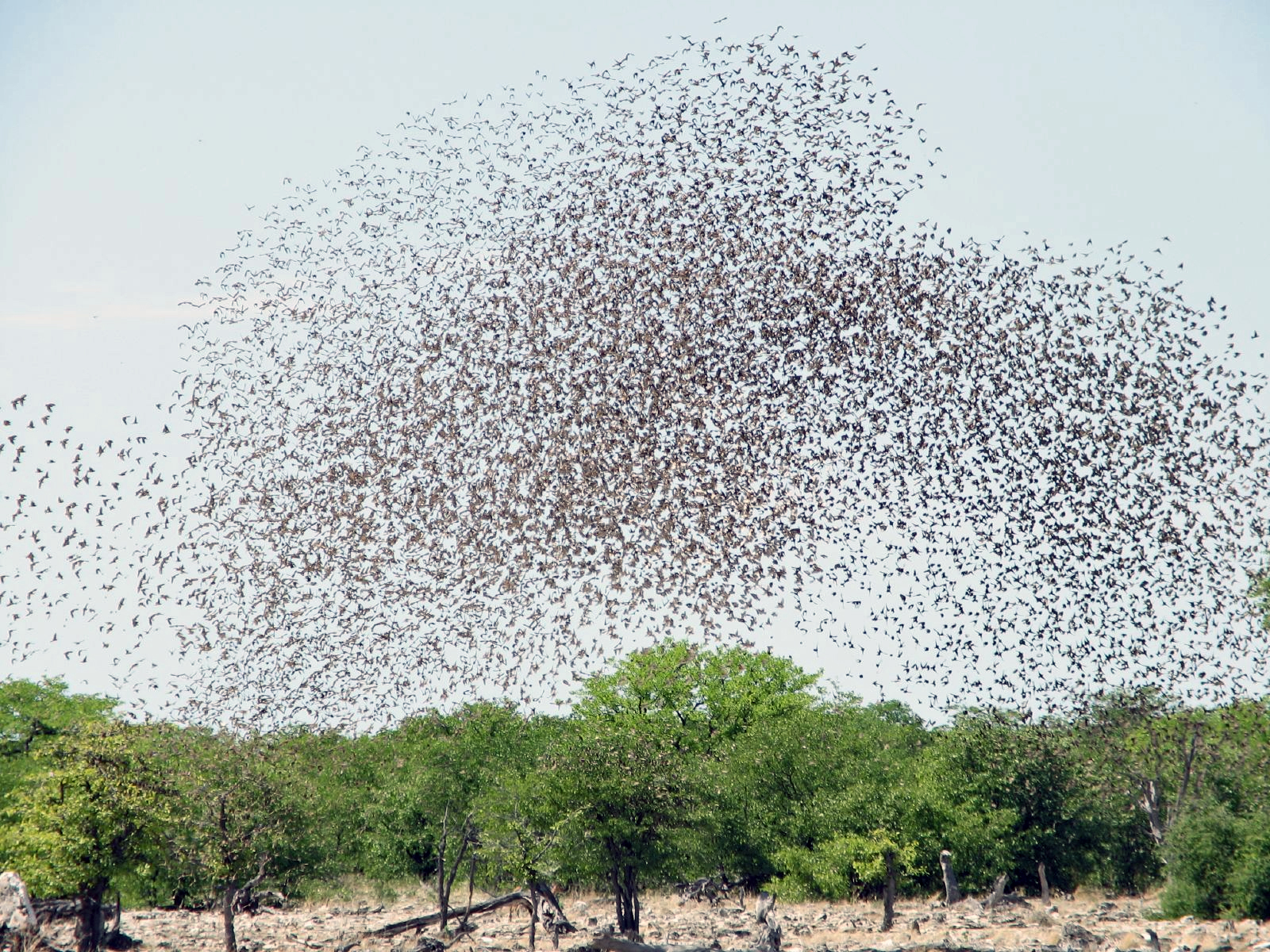
El tejedor quelea común es una plaga importante en algunas zonas de África.

Se conoce bien el rol de algunas especies de aves como plagas, en particular en la agricultura. Las aves granívoras como las queleas en África están entre las aves más numerosas en el mundo y bandadas alimentándose pueden causar devastaciones. Muchas aves insectívoras son también apreciadas como beneficiosas para la agricultura. Muchos de los primeros estudios realizados sobre los beneficios y daños causados por las aves en los campos se hicieron mediante el análisis de contenidos estomacales y la observación de la conducta de alimentación. Estudios modernos dirigidos al manejo de las aves en relación con la agricultura hacen uso de un amplio espectro de principios de la ecología. La acuicultura intensiva ha puesto a los humanos en conflicto con las aves pescadoras como los cormoranes.
Las grandes bandadas de palomas y estorninos en las ciudades son considerados a menudo como una molestia y constantemente se innovan técnicas para reducir sus poblaciones o sus impactos. Las aves son también de importancia médica y se ha reconocido ampliamente el rol que tienen como portadoras de enfermedades humanas como la encefalitis japonesa, el virus del Nilo Occidental y el H5N1. El choque de aves y el daño que causan a la aviación son de importancia particularmente grande, debido a las consecuencias fatales y el nivel de pérdidas económicas causadas. Se ha estimado que el negocio de las aerolíneas incurre mundialmente en daños de 1200 millones cada año.
Muchas especies de aves han sido llevadas a la extinción por actividades humanas. La conservación de las aves requiere conocimientos especializados en aspectos de biología, ecología y puede requerir el uso de enfoques localmente muy específicos. Los ornitólogos contribuyen a la biología de la conservación mediante el estudio de la ecología de las aves silvestres y la identificación de las amenazas claves y de las vías para mejorar la supervivencia de las especies. Las especies bajo amenaza crítica tales como el Cóndor Californiano han debido ser capturados y criados en cautiverio. Tales medidas de conservación ex situ pueden permitir luego la reintroducción de la especie a su medio natural.